# Osmoderma coriarius
Osmoderma coriarius är en skalbaggsart som beskrevs av Degeer 1774. Osmoderma coriarius ingår i släktet Osmoderma och familjen Cetoniidae. Inga underarter finns listade i Catalogue of Life.